# Daniel Müllern
Daniel Müllern, född 14 juli 1974 i Ystad, är en svensk kock och krögare. Han har varit gastronomisk ledare på Villa Strandvägen och Ystad Saltsjöbad.
Efter köks- och restaurangskola i Ystad och Malmö började Müllern 1995 som kock på en restaurang i Stockholm. Genom åren har han drivit två egna restauranger och arbetat på krogar i Malmö, Köpenhamn och Stockholm.
År 2019 lämnade han efter tre år Villa Strandvägen och Ystad Saltsjöbad och började arbeta som kock för Unilever. 
Han har varit med i Årets kock sju gånger, och varit i final 2015 och 2016.  År 2023 var han i final i Kockarnas kamp. Sommaren 2022 öppnade han den egna krogen Tumült i Ystad. 
Daniel Müllern är sedan årsskiftet 2023–24 Creative Chef på Åhus nya golfkrog. 